# Эйсид-рок
Эйсид-рок (англ. Acid rock) — направление психоделического рока, для которого характерны длинные инструментальные соло и музыкальные импровизации, малое использование вокала (часто композиции бывают инструментальными).
В целом, термин «Кислотный рок», как правило, эквивалентен психоделическому року.
«Кислотный рок» исполнялся множеством психоделических рок-групп, которые находились под влиянием «San Francisco Sound» и играли громкую, «тяжёлую» музыку с импровизированными соло.

## История и использование термина
Найти отличия эйсид-рока от более крупного понятия — психоделический рок — можно только довольно абстрактно, но справедливо считать, что эйсид-рок имеет лишь легкий налет психоделии, чаще всего записывается и выпускается в классическом трехминутном формате (в противовес композициям психоделического рока, доходящим иногда до нескольких десятков минут) и довольно резвую рок-н-ролльную структуру (песни психоделического рока могут иметь очень медленные и к тому же непостоянные темп и длительности).
Главной сценой зарождения «кислотного рока» в середине 60-х являлось западное побережье США, в основном города Сан-Франциско и Лос-Анджелес. Одними из первых групп этого жанра стали 13th Floor Elevators, Moby Grape, The Seeds, The Mothers of Invention, Blue Cheer, The Charlatans и Quicksilver Messenger Service. Немногим позже адаптировали свое творчество под модное звучание ставшие уже легендами данного жанра Grateful Dead, Jefferson Airplane, The Doors, Big Brother & The Holding Company и The Jimi Hendrix Experience.
Стоит отметить, что эйсид-рок даже на пике своей популярности (1966-1967 годы) оставался сугубо контркультурным явлением. Новая волна ограничений покатилась после подписания федерального запрета ЛСД от 6 октября 1966 года в США, когда кислотный рок запрещали ставить на радио, если наблюдались слишком явные намеки на употребление наркотика.
Что интересно — данное направление уже на начало 1966 года бушевало по обе стороны Атлантики. В Великобритании непревзойденными гигантами и новаторами такого звука считаются Cream, хотя модному влиянию жанра было подвержено подавляющее большинство групп британского вторжения от малоизвестных тогда The Mothers of Invention и до The Beatles, The Yardbirds и The Rolling Stones. Абсолютно справедливо будет сказать, что эйсид-рок — это неизбежный этап в развитии рок-н-ролла.
В кислотном роке узнаваемое значение имеют грувовые либо драйвовые ударные, длинные блюзовые соло на перегруженной электрогитаре и, конечно, звук электрооргана ("Viola Lee Blues" — Grateful Dead), органа Хаммонда ("In-A-Gadda-Da-Vida" — Iron Butterfly) и фирменный Fender Rhodes Piano ("Riders on the Storm" — The Doors).
Стимулирующими мероприятиями и явлениями для развития такого звука стали Лето Любви на Хэйт-Эшбери, Монтерейский, Вудстокский и Альтамонтский фестивали, "кислотные тесты", проводимые Кеном Кизи и компанией и Mantra-Rock Dance.
Кислотный рок получил своё название, потому что он служил в качестве «фоновой» музыки для ЛСД-трипов в андерграундных тусовках 1960-х годов (англ. «acid» — дословно «кислота», сленговое название ЛСД). В интервью Rolling Stone Джерри Гарсия цитирует члена группы Grateful Dead Фила Леша, заявив: «Эйсид-рок — это то, что слышишь, когда принял ЛСД». Также Grateful Dead часто сопровождали акции «кислотных тестов», проводимых Кеном Кизи и его коммуной. Пример эйсид-рока: Count Five — «Psychotic Reaction».
Журнал Rolling Stone называет раннее творчество Pink Floyd «кислотным роком».
В июне 1967 года журнал Time написал: «Музыкальные автоматы по всей стране играют кислотный рок: Jefferson Airplane, The Doors, Moby Grape». В 1968 году журнал Life назвал The Doors «королями кислотного рока».
Термин часто использовался в период своего расцвета, в конце 1960-х и начале 1970-х годов, но теперь вышел из употребления и используется лишь как средство передачи атмосферы этой музыки в историческом контексте.
Когда в начале и середине 70-х годов хард-рок и хеви-метал стали популярными, термин «кислотный рок» иногда ошибочно применялся к этим жанрам. Например, к этому жанру обычно причисляют хард-рок исполнителей Элиса Купера, Vanilla Fudge и Deep Purple.